# Ciril de Jerusalem
|  | Per a altres significats, vegeu «Ciril II de Jerusalem». |

Ciril de Jerusalem (Cyrillus, Kírillos Κύριλλος), fou bisbe de Jerusalem on probablement va néixer (nascut vers 315 - mort vers el 386).

## Vida
Fou ordenat per Macari a la seva ciutat natal el 334 o 335 i el successor de Macari, Màxim el va nomenar prevere el 345. A la mort de Màxim fou escollit bisbe el 351. El dia 7 de maig del 351 a les 9 una gran lluminositat en forma de creu va aparèixer durant hores sobre el mont Gòlgota (Golgotha) fins al mont de les Oliveres, el que fou considerat un símbol (la seva explicació a l'emperador, en una carta, es conserva). Després es va enfrontar a Acaci, el bisbe arrià de Cesarea, disputa que va continuar gairebé tota la seva vida. Acaci va acusar Ciril d'afirmar que el Fill era com el Pare en essència, i era consubstancial amb Ell. Els opositors de Ciril el van comminar durant dos anys a presentar-se davant un tribunal eclesiàstic, però Ciril no va obeir i finalment en un concili, Acaci va deposar Ciril (358).
Després de la deposició va anar a Antioquia on va fundar una església, i d'allí a Tars on fou acollit pel bisbe Silvà amb el qual va viure en intimitat. Va demanar un ampli concili que es va fer a Selèucia en presència de més de 160 bisbes, i va convocar a Acaci a comparèixer allí, però Acaci no hi va anar i Ciril fou restaurat com a bisbe de Jerusalem. Aviat Acaci va aconseguir el suport de l'emperador i un Sínode a Constantinoble el va tornar a deposar i el va desterrar (360).

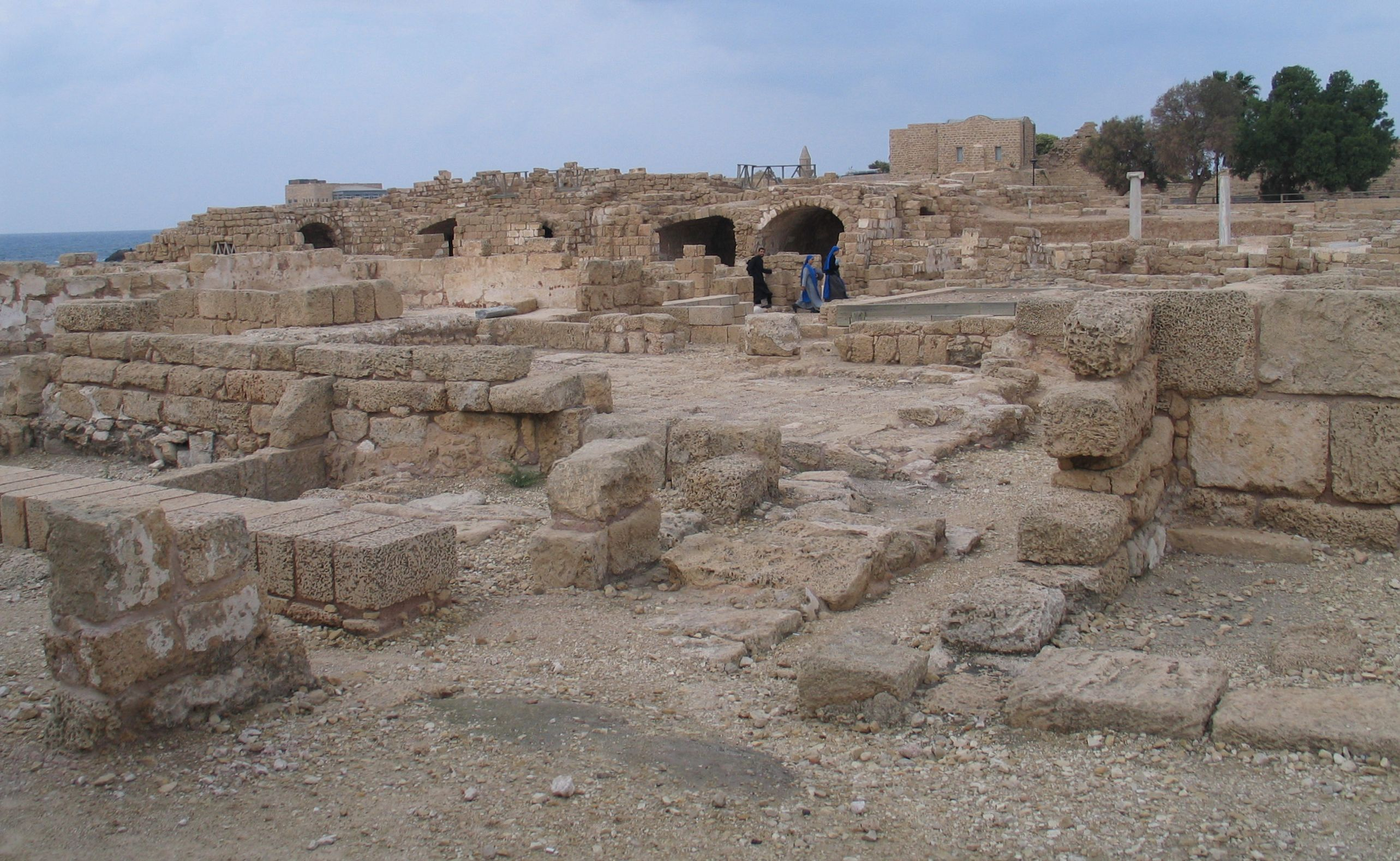
Cesarea Maritima, lloc del naixement del sant.

A la mort de Constanci II (361) fou cridat del seu exili i reposat (362). El 363 Julià va intentar restaurar el temple de Jerusalem. Sota Jovià i al començament del regnat de Valent, va gaudir de la seu sense oposició. A la mort d'Acaci va nomenar Filomè com a bisbe de Cesarea però els eutiquians el van deposar i van nomenar bisbe a un tal Ciril, que fou deposat per Ciril de Jerusalem, que va col·locar llavors a la seu a Gelasi, fill de la seva germana.
Una mica després, per ordre de Valent, Ciril fou deposat altre cop (367) i no va poder tornar fins a la mort de l'emperador, en què va recuperar la seu (378) i ja va seguir governant sense oposició, però amb forta oposició interna; va convocar un Concili a Antioquia (379) per pacificar l'església de Jerusalem però sembla que no ho va aconseguir. Ciril va anar al Primer Concili de Constantinoble el 381 i probablement al Concili de la mateixa ciutat el 383. Va morir vers el 386 o 387.

## Obra
La seva obra consisteix en 18 o 19 lectures als catecumens (Κατηχήσεις φωτιζομένων), i cinc lectures per als nou batejats (μυσταγωψικαὶ κατηχήσεις πρὸς τοὺς νεοφωτίστους). Aquest conjunt conegut per Catequesis foren compostes vers 347. Les cinc darreres, anomenades homilies mistagògiques, on s'expliquen els ritus baptismals i eucarístics, importants per la història de la litúrgia. Alguns autors les suposen obra del seu successor Joan.
L'església catòlica el va fer sant i es commemora el 18 de març.

## Cànon de Ciril
Dins la seva obra Ciril dona una llista de llibres del Nou Testament, que segons ell, eren els correctes. En aquesta llista no inclou el llibre de Revelació o Apocalipsi de Joan. Aquest fet coincideix amb altres cristians dels primers segles que rebutjaven l'Apocalipsi.